# Werstkamp
Werstkamp is de naam van een loofbosgebied van 35 ha, gelegen ten noorden van Berlicum.
Het gebied behoorde tot de nalatenschap van Ewald Marggraff en werd na diens overlijden ondergebracht in de Marggraff Stichting. Sinds 2005 is dit gebied opengesteld voor het publiek.